# Expressway 12 (Südkorea)
Der Expressway 12  ist eine Schnellstraße in Südkorea. Die Autobahn besteht aus zwei Teilen, einem Straßenabschnitt von Muan nach Gwangju und einem Straßenabschnitt von Gwangju bis in die Region Daegu. Dieser Abschnitt wird auch 88 Olympic Expressway genannt, und bezieht sich auf die Olympischen Spiele 1988 in Seoul und sollte nicht mit der Route 88, einer Stadtautobahn in Seoul, verwechselt werden. Die Autobahn ist ein Ost-West-Autobahn in den südlichen Teil von Südkorea. Gwangju und Daegu sind zwei Millionen Städte von nationaler Bedeutung. Die beiden Teile sind zusammen 225 Kilometer lang.

## Straßenbeschreibung

### Westlicher Teil
Die Autobahn beginnt beim Muan International Airport, dem neuen Flughafen in Muan, im äußersten Südwesten von Südkorea. Die Autobahn hat hier 2 × 2 Fahrspuren und läuft durch die Küstenebene in Richtung Osten. Bald sind Berge in Sicht und es wird ein kurzer Tunnel durchquert. Nahe Muan folgt eine Kreuzung mit dem Expressway 15, die Nord-Süd-Autobahn entlang der Westküste des Landes nach Seoul. Die Autobahn verläuft dann weiter bis 30 Kilometer entfernt von Gwangju, einer Stadt mit 1,4 Millionen Einwohnern eine der größeren Städte Südkoreas. Die Straße führt hier durch eine Vielzahl von kleinen Flusstälern der Küstenebenen und einige Bergrücken, so dass die Autobahn eine Vielzahl von Tunneln hat. Die höchsten Gipfel sind rund 300 Meter hoch. Die Autobahn endet auf der südwestlichen Seite von Gwangju. Hier kommt man über eine Nebenstraße und der Stadtautobahn Route 77 auf den zweiten Teil des Expressway 12.

### Östlicher Teil
Der östliche Teil des Expressway 12 beginnt 10 Kilometer nordöstlich von Gwangju bei einer Kreuzung mit dem Expressway 25, der nach Busan und Seoul führt. Die Autobahn verläuft dann mit 2 × 2 Fahrspuren nach Norden und überquert den Expressway 253, eine Ost-West-Route, die an die Westküste verläuft. Die Autobahn führt südlich an Damyang vorbei und führt dann wieder in einer bergigen Gegend mit einer großen Anzahl von Tunneln und Brücken. Mit 500 Metern sind die Berge auch nicht sehr hoch, aber steil und bewaldet. Die Autobahn verläuft durch Sunchang, was etwas östlich liegt, und kurz vor Namwon ist eine Kreuzung mit dem Expressway 27. Die Autobahn macht dann eine Schleife um ein Gebirge herum und geht zuerst nach Nordosten, dann nach Südwesten und dann wieder nach Nordosten.
Jenseits von Hamyang wird der Expressway 35 überquert. Die Berge sind in dieser Gegend noch etwas höher mit bis zu 1000 Meter und die Autobahn biegt leicht nach Norden ab. Sie führt dann entlang von Geochang, wo die Autobahn wieder östlich abbiegt. Nach Goryeong wird der Expressway 45 überquert. Dann kreuzt sie den Fluss Nakdong und dann endet die Autobahn auf dem Expressway 451 der nach Daegu führt. Daegu hat 2,5 Millionen Einwohner.

## Geschichte
Der westliche Teil des Expressway 12 heißt Muan-Gwangju Expressway (kor. 무안 광주 고속도로). Dieser Teil ist ziemlich neu, da der Muan International Airport an der Küste gebaut wurde, um eine Reihe von Flughäfen in der Region zu ersetzen, einschließlich desjenigen von Gwangju. Im Jahr 2002 begann der Bau und der erste Abschnitt eröffnete am 8. November 2007 zwischen dem Expressway 15 und dem Muan International Airport. Am 28. Mai 2008 eröffnet der Abschnitt zwischen Gwangju und dem Expressway 15, somit war der westliche Teil des Expressway 12 abgeschlossen.
Der östliche Teil des Expressway 12 heißt 88 Olympic-Expressway, nach den Olympischen Spielen 1988. Ein Großteil dieser Autobahn ist einspurig. Am 14. November 1973 öffnete der erste Abschnitt zwischen Gwangju und Damyang. Ab dem Jahr 1981 wurde der Rest der Strecke nach Daegu gebaut und am 11. August 1984 eröffnet. Im Jahr 2001 wurde der Straße die Zahl 12 zugeteilt. Der Abschnitt zwischen Gwangju und Damyang wurde auf 2 × 2 Fahrstreifen verbreitert und am 7. Dezember 2006 eröffnet.

## Eröffnungsdaten der Autobahn
| von          | nach         | Länge  | Datum      |
| ------------ | ------------ | ------ | ---------- |
| Goseo        | Damyang      | 008 km | 14.11.1973 |
| Damyang      | Okpo (1 × 2) | 175 km | 11.08.1984 |
| Goryeong-Ost | Okpo (2 × 2) | 032 km | 07.12.2006 |
| Muan Airport | Naju         | 032 km | 08.11.2007 |
| Naju         | Unsu         | 010 km | 25.05.2008 |

## Zukunft

### Verbreiterung
Heute ist es Teil von Damyang bis Daegu nur als 1 × 2 Schnellstraße ausgebaut. Am 20. November 2008 begannen die Arbeit zur Verbreiterung auf 2 × 2 Fahrspuren. Dieses Projekt soll bis zum Dezember 2015 abgeschlossen sein. Das bergige Gelände erfordert eine hohe Anzahl von neuen Tunneln. Dieses Projekt verkürzt die Fahrzeit um ca. 30 Minuten und hat eine höhere Sicherheit auf der Strecke.

### Gwangju
Bei Gwangju fehlt der Autobahn ein Stück von etwa 25 Kilometer. Derzeit fahren die meisten Fahrzeuge über die Route 77, eine Stadtautobahn, die wie ein Ring um Gwangju führt. Allerdings gibt es keine konkreten Pläne beide Teile zu verbinden. Eine solche Verbindung würde im Osten von Gwangju entlang führen. Ihr Bau ist aber aufwendig, aufgrund des bergigen Geländes.

## Verkehrsaufkommen
Das Verkehrsaufkommen auf der  Autobahn ist sehr gering mit 1.000 bis 15.000 Fahrzeugen pro Tag.

## Ausbau der Fahrbahnen
| von          | nach     | Länge  | Fahrspuren |
| ------------ | -------- | ------ | ---------- |
| Muan Airport | Unsu     | 042 km | 2 × 2      |
| Goseo        | Damyang  | 008 km | 2 × 2      |
| Damyang      | Goryeong | 143 km | 1 × 2      |
| Goryeong     | Okpo     | 032 km | 2 × 2      |